# Gunther von Hagens
Gunther von Hagens, né Gunther Liebchen le 10 janvier 1945 à Skalmierzyce en Pologne, est un anatomiste allemand, inventeur de la plastination, une technique visant à conserver des corps ou des parties d'êtres décédés.
Il est à l'origine de Body Worlds (Körperwelten en allemand), une exposition sur des corps ou des parties de corps humains qui ont été plastinés.

## Polémiques
L’œuvre de Gunther von Hagens pose de nombreuses questions d'éthique et de légalité : peut-on ainsi exhiber des cadavres humains, et à partir de ce matériel morbide créer des œuvres d'art ? D'après l'article 225-17 du code pénal français : « toute atteinte à l’intégrité du cadavre, par quelque moyen que ce soit, est punie d’un an d’emprisonnement et de 15 000 euros d’amende ». De nombreux Etats condamnent de la même manière la profanation de corps et restent culturellement attachés au respect des morts. Il n'en demeure pas moins que les diverses expositions de von Hagens ont été organisées dans une multitude de villes et pays dans le monde, de Berlin à New York et Montréal, du Japon en Californie et que plus de 40 millions de personnes les ont vues à ce jour (2018). Souvent, ces expositions, selon leurs thèmes, sont diversement présentées plus d'une fois, à plusieurs années d'intervalle, dans la même ville comme ce fut le cas à Berlin, Bruxelles ou Bâle. Paris, cependant, a été la seule ville au monde à refuser une telle exposition, celle de 2009 qui devait avoir lieu au Musée de l’Homme et la Cité des Sciences de La Villette, le Comité consultatif national d'éthique soupçonnant l’anatomiste d’un trafic de condamnés à mort chinois, utilisés à des fins médicales sans autorisation des familles,. A contrario, des observateurs n'hésitent pas à émettre leurs doutes sur les motivations des détracteurs de von Hagens : « l’imposante réussite économique du père fondateur von Hagens aurait peut-être fait quelques envieux et excité de nouvelles convoitises ». Contrairement à Paris, l'exposition avait déjà été accueillie peu avant en France, à Lyon et à Marseille. (Paris a bien reçu une exposition Body Worlds)
D'autres villes que Paris ont soulevé des polémiques en série comme à Genève où deux thèses principales se sont opposées : selon certains, « la pédagogie serait seulement un argument de vente et profiterait de la curiosité morbide »; pour d'autres, le visiteur pourra "visualiser et mieux comprendre les effets sur l’organisme de maladies connues ou d'addictions comme le tabagisme ou l’alcoolisme". C'est finalement le second point de vue qui l'a emporté et l'exposition dans la Ville des Idées de Rousseau et Voltaire a connu un succès d'une dimension inattendue. Des scientifiques citent Ernest Renan : «Disséquer le corps humain, c'est détruire sa beauté ; et pourtant, par cette dissection, la science arrive à y reconnaître une beauté d'un ordre bien supérieur et que la vue superficielle n'aurait pas soupçonnée.»
L'anatomiste possède une société à Dalian en Chine : Von Hagens Dalian Plastination Ltd, ce qui pose la question de la provenance des corps.
Il a réalisé des vidéos didactiques, notamment :
- Anatomy for Beginners (en version française Leçon d'anatomie) comprenant plusieurs volets (Mouvement, Circulation, Digestion, Reproduction). Gunther présente ces fonctions organiques par dissection de cadavres donnés à la science. Il présente en parallèle la position des organes qu'il dissèque sur un "modèle humain".
- Autopsy, Gunther's Emergency Room dont les parties sont Minutes from death, Massive blood loss, Violent impact.

Un aspect hautement didactique est la présentation régulière, sur des assiettes, d'un poumon rose de non-fumeur à côté de celui, noir comme du charbon, d'un fumeur, suscitant exclamations du public et poussant à la remise en question de nombre de fumeurs.

## Dans la littérature
Dans l'œuvre de Frank Herbert et de Robert Silverberg, les techniques développées par Gunther von Hagens sont présentées comme étant soit l'incarnation soit l'antithèse même de l'Art. Références aux livres modernes des deux auteurs et leurs avenants.
Dans son livre La Chambre des morts, Franck Thilliez met en scène une meurtrière, taxidermiste-anatomiste, qui élabore des poupées à partir d'organes humains ; l'auteur indique que cette technique rappelle les travaux de Von Hagens et de Fragonard.
Et dans son dernier thriller Il était deux fois qui explore les frontières parfois poreuses entre l'art et le crime, l'auteur fait cette fois intervenir le personnage Dmitri Kalinine, comme Gunther von Hagens coiffé d'un borsalino et inventeur de la plastination.
Deux oeuvres de Gunther von Hagens sont mentionnées dans La carte et le territoire de Michel Houellebecq, sans être cependant décrites.

## Dans le cinéma
Le film allemand sorti en 2000, Anatomie de Stefan Ruzowitzky, utilise une esthétique, des thèmes et une technique évoquant la Plastination inventée par Von Hagens et les questionnements éthiques que la recherche en anatomie et sa présentation artistique ont toujours posées.